# Hartmut
Hartmut oder Hartmuth ist ein männlicher Vorname.

## Herkunft und Bedeutung
- vom althochdeutschen Hardmuoth / Hartmuoth ("harti" → hart, stark, fest, entschlossen und "muoth/muot" → der Mut, der Geist, der Sinn). Hartmut ist ein Held in der mittelalterlichen Gudrunsage.[1][2]
- im Englischen gibt es den Begriff hardmouth, der als difficult to reign over (schwer zu beherrschen, im Sinne von regieren / unterdrücken) erklärt wird.

## Verbreitung
Der Name war in Deutschland besonders in den 1940er und 1950er Jahren beliebt. Seit 2010 taucht er immer wieder in der Namensgebung auf, in den letzten 10 Jahren wurden circa 100 Jungen so genannt. In der Schweiz tragen 272 Jungen diesen Namen (Stand 2023). In Österreich wurde der Name von 1984 bis zur Jahrtausendwende regelmäßig vergeben, danach nur noch sporadisch. Von 1984 bis 2023 wurde er rund 30 Mal gewählt. Der Name wird in den nordischen Ländern Dänemark, Norwegen und Schweden selten vergeben.

## Katholischer Namenstag
23. Januar

## Varianten
- Hardmut
- Hartmuth

## Namensträger

### Historische Persönlichkeiten
- Hartmut von St. Gallen († nach 905), Abt
- Hartmut von Cronberg, verschiedene Adlige eines Rittergeschlechts, darunter:
  - Hartmut V. von Cronberg (ca. 1300–1334), hessischer Ritter, Burggraf und Unternehmer
  - Hartmut XII. von Cronberg (1488–1549), hessischer Ritter und Anhänger der Reformation
  - Hartmut XVIII. von Cronberg (1614–1685), deutscher Hofjunker und Hofbeamter

### Personen des 20. Jahrhunderts
- Hartmut Böhme (* 1944), Kulturwissenschaftler
- Hartmut Boettcher (* 1937), deutscher Verwaltungslandwirt
- Hartmut Bossel (* 1935), deutscher Umweltforscher
- Hartmut El Kurdi (* 1964), deutscher Schriftsteller
- Hartmut Engler (* 1961), Sänger der Band „Pur“
- Hartmut Esslinger (* 1944), Designer, Gründer von frogdesign, Gestalter des ersten Apple-Computers
- Hartmut Goethe (1923–2020), deutscher Schiffs- und Tropenmediziner
- Hartmut Haenchen (* 1943), deutscher Dirigent
- Hartmuth Hahn (* 1945), deutscher Fußballspieler und -trainer
- Hartmut Haupt (1932–2019), deutscher Organist und Musikwissenschaftler
- Hartmut Haupt (1945–2013), deutscher Fußballspieler
- Hartmut von Hentig (* 1925), Pädagoge und Publizist, Gründer des Oberstufenkollegs Bielefeld
- Hartmuth Horstkotte (1931–2015), deutscher Jurist und Richter
- Hartmut Jetter (1930–2024), deutscher Religionspädagoge und Hochschullehrer
- Hartmut Klotzbücher (* 1961), deutscher Comicautor
- Hartmut Klug (1928–2019), deutscher Dirigent und Pianist
- Hartmut Lang (* 1943), deutscher Ethnologe und Hochschullehrer
- Hartmut Mehdorn (* 1942), deutscher Industriemanager und ehemaliger Vorstandsvorsitzender der Deutschen Bahn AG (1999–2009)
- Hartmut Mehringer (1944–2011), deutscher Historiker
- Hartmut Michel (* 1948), deutscher Biochemiker, Nobelpreis in Chemie 1988
- Hartmut Neugebauer (1942–2017), deutscher Schauspieler und Synchronsprecher
- Hartmut Nöldeke (1926–2013), deutscher Arzt und Autor
- Hartmut Perschau (1942–2022), deutscher Politiker (CDU)
- Hartmut „Hacky“ Ritzerfeld (1950–2024), deutscher Maler
- Hartmut Scheer (1941–2025), deutscher Jurist und Diplomat
- Hartmut Schmidt (1930–2006), deutscher Kirchenmusiker, Chorleiter und Hochschullehrer
- Hartmut Schmidt (* 1941), deutscher Betriebswirt und Hochschullehrer (Universität Hamburg)
- Hartmut Schmidt (* 1946), österreichischer Komponist und Musiker deutscher Herkunft
- Hartmut Schmidt (* 1953), deutscher Fußballspieler
- Hartmut Schoen (* 1951), deutscher Regisseur
- Hartmut Walravens (* 1944), deutscher Bibliothekar und Sinologe
- Hartmut Siebertz (1951–2020), deutscher Arzt und Sanitätsoffizier
- Hartmut Weber (* 1945), deutscher Historiker und Archivar
- Hartmuth Wrocklage (* 1939), deutscher Jurist und Politiker (SPD)
- Paul Hartmut Würdig (* 1980), deutscher Rapper, siehe Sido